# Lijst van voetbalinterlands Equatoriaal-Guinea - Sao Tomé en Principe
Deze lijst van voetbalinterlands is een overzicht van alle officiële voetbalwedstrijden tussen de nationale teams van Equatoriaal-Guinea en Sao Tomé en Principe. De landen speelden tot op heden drie keer tegen elkaar. De eerste wedstrijd was een vriendschappelijk duel op 14 november 1999, tijdens een toernooi in Libreville (Gabon). Het laatste duel, een kwalificatiewedstrijd voor het Wereldkampioenschap voetbal 2026, vond plaats in Malabo op 21 maart 2025.

## Wedstrijden
| № | Plaats     | Datum            | Competitie           | Wedstrijd                                 | Uitslag |
| - | ---------- | ---------------- | -------------------- | ----------------------------------------- | ------- |
| 1 | Libreville | 14 november 1999 | Vriendschappelijk    | Sao Tomé en Principe – Equatoriaal-Guinea | 2 – 0   |
| 2 | Malabo     | 12 november 2003 | Vriendschappelijk    | Equatoriaal-Guinea − Sao Tomé en Principe | 3 − 1   |
| 3 | Malabo     | 21 maart 2025    | WK 2026 kwalificatie | Equatoriaal-Guinea − Sao Tomé en Principe | 2 − 0   |

## Samenvatting
| Competitie        | Totaal gespeeld | Winst Equat.-Guinea | Gelijk | Winst Sao Tomé en Principe | Doelsaldo Equat.-Guinea – Sao Tomé en Principe |
| ----------------- | --------------- | ------------------- | ------ | -------------------------- | ---------------------------------------------- |
| WK-kwalificatie   | 1               | 1                   | 0      | 0                          | 2 − 0                                          |
| Vriendschappelijk | 2               | 1                   | 0      | 1                          | 3 − 3                                          |
| Totaal            | 3               | 2                   | 0      | 1                          | 5 − 3                                          |

Wedstrijden bepaald door strafschoppen worden, in lijn met de FIFA, als een gelijkspel gerekend.
FEF · A-internationals · Selecties · Equatoriaal-Guinees vrouwenelftal
1970 – 1979 · 
1980 – 1989 · 
1990 – 1999 · 
2000 – 2009 · 
2010 – 2019 ·
2020 − 2029
1975 · 
1976 · 
1977 · 
1978 · 1979 · 1980 · 
1981 · 
1982 · 1983 · 
1984 · 
1985 · 
1986 · 
1987 · 
1988 · 
1989 · 
1990 · 
1991 · 1992 · 1993 · 1994 · 1995 · 1996 · 1997 · 
1998 · 
1999 · 
2000 · 
2001 · 
2002 · 
2003 · 
2004 · 
2004 · 
2005 · 
2006 · 
2007 · 
2008 · 
2009 · 
2010 · 
2011 · 
2012 · 
2013 · 
2014 · 
2015 · 
2016 · 
2017 ·
2018 ·
2019 ·
2020 ·
2021 ·
2022 ·
2023 ·
2024
Algerije ·
Andorra ·
Angola ·
Benin ·
Botswana ·
Burkina Faso ·
Cambodja ·
Centraal-Afrikaanse Republiek ·
Congo-Brazzaville ·
Congo-Kinshasa ·
Djibouti ·
Egypte ·
Estland ·
Gabon ·
Gambia ·
Ghana ·
Guinee ·
Guinee-Bissau ·
Ivoorkust ·
Kaapverdië ·
Kameroen ·
Kenia ·
Kosovo ·
Libanon ·
Liberia ·
Libië ·
Madagaskar ·
Malawi ·
Mali ·
Marokko ·
Mauritanië ·
Mauritius ·
Namibië ·
Niger ·
Nigeria ·
Rwanda ·
Saoedi-Arabië ·
Sao Tomé en Principe ·
Senegal ·
Sierra Leone ·
Soedan ·
Spanje ·
Tanzania ·
Togo ·
Tsjaad ·
Tunesië ·
Zambia ·
Zuid-Afrika ·
Zuid-Soedan
FSF · 
Santomees vrouwenelftal
Interlands
Tegenstander:
Angola ·
Benin ·
Centraal-Afrikaanse Republiek ·
Congo-Brazzaville ·
Equatoriaal-Guinea ·
Ethiopië ·
Gabon ·
Ghana ·
Guinee-Bissau ·
Kaapverdië ·
Kameroen ·
Lesotho ·
Liberia ·
Libië ·
Madagaskar ·
Malawi ·
Marokko ·
Mauritius ·
Namibië ·
Nigeria ·
Oeganda ·
Sierra Leone ·
Soedan ·
Togo ·
Tsjaad ·
Tunesië ·
Zuid-Afrika ·
Zuid-Soedan